# 蕭子文
蕭 子文（しょう しぶん、永明3年（485年）- 永泰元年1月25日（498年3月3日）は、南朝斉の皇族。西陽王。武帝蕭賾の十七男。字は雲儒。

## 経歴
蕭賾と庾昭容のあいだの子として生まれた。永明7年（489年）、蜀郡王に封じられた。
建武2年（495年）9月、西陽王に改封された。
永泰元年正月丁未（498年3月3日）、明帝の命により殺害された。享年は14。

## 伝記資料
- 『南斉書』巻40 列伝第21
- 『南史』巻44 列伝第34